# The Incredibly True Adventure of Two Girls in Love
The Incredibly True Adventure of Two Girls in Love is een onafhankelijke Amerikaanse film uit 1995 geregisseerd door Maria Maggenti, over de liefde tussen twee middelbare scholieres gespeeld door Laurel Holloman en Nicole Parker.

## Verhaal
The Incredibly True Adventure of Two Girls in Love gaat over twee meisjes, Randy Dean (gespeeld door Laurel Holloman) en Evie Roy (gespeeld door Nicole Parker). Randy is lesbisch, blank, arm en woont bij haar lesbische tante en diens vriendin. Ze is daar door haar moeder, die fanatiek religieus is en fulltime voor een godsdienstige organisatie werkt, achtergelaten. Randy doet het slecht op school, waar ze door haar medescholieren wordt uitgelachen en uitgescholden voor 'dyke' (pot) vanwege haar butch uiterlijk en 'mannelijke' gedrag. Evie is zwart, komt uit een hoogopgeleide en economisch welvarende familie, kan goed leren en is populair op school.
Randy en Evie ontmoeten elkaar bij de benzinepomp waar Evie haar auto laat nakijken en Randy na schooltijd een bijbaantje heeft. Ze worden verliefd en brengen - buiten schooltijd - veel tijd met elkaar door. Evie laat Randy kennismaken met klassieke muziek en Leaves of Grass van Walt Whitman en Randy introduceert Evie in haar alternatieve familiekring. Evies vriendinnen reageren geschokt wanneer zij uit de kast komt en laten haar vallen, maar de poppen zijn pas echt aan het dansen als Evie's moeder de twee meiden samen in bed aantreft.

## Rolverdeling
| Acteur            | Personage             |
| ----------------- | --------------------- |
| Laurel Holloman   | Randall "Randy" Dean  |
| Nicole Ari Parker | Evelyn "Evie" Roy Jr. |
| Maggie Moore      | Wendy                 |
| Kate Stafford     | Rebecca               |
| Sabrina Artel     | Vicky                 |
| Nelson Rodríguez  | Frank                 |
| Dale Dickey       | Regina                |
| Katlin Tyler      | meisje                |
| Anna Padgett      | meisje                |
| Chelsea Cattouse  | meisje                |
| John Elsen        | Ali                   |
| Stephanie Berry   | Evelyn Roy            |
| Toby Poser        | Lena                  |
| Andrew Wright     | Hayjay                |
| Babs Davy         | dienster              |
| Lillian Kiesler   | oude vrouw            |
| Maryette Charlton | oude vrouw            |

## Achtergrond
The Incredibly True Adventures of Two Girls in Love werd met een laag budget in 21 dagen gefilmd (een groot deel van de filmploeg werkte voor niets mee) en was een succes op het Sundance Film Festival. De kracht van de film is dat hij naast het thema homoseksualiteit, alsmede daaraan gerelateerde onderwerpen als uit de kast komen en homofobie, ook andere sociale vraagstukken aanroert. De film gaat ook over klassentegenstellingen, etnische diversiteit en genderrollen, terwijl hij toch licht van toon blijft. Opvallend is ook de omdraaiing van de in films stereoype tegenstelling tussen blank-bovenklasse en zwart-onderklasse.
The Incredibly True Adventures of Two Girls in Love was een van de eerste films over lesbische tienermeisjes. Het succes van de film is belangrijk geweest voor vergelijkbare films die sindsdien zijn uitgekomen, zoals All over me (1997), Fucking Åmål (1998), Better than chocolate (1999), But I'm a Cheerleader (1999), Lost and Delirious (2001) en Thirteen (2003).